# Noccaea bellidifolia
Noccaea bellidifolia är en korsblommig växtart som först beskrevs av August Heinrich Rudolf Grisebach, och fick sitt nu gällande namn av Friedrich Karl Meyer. Noccaea bellidifolia ingår i släktet backskärvfrön, och familjen korsblommiga växter. Inga underarter finns listade i Catalogue of Life.